# غابرييلا ماركوس
غابرييلا ماركوس (بالبرتغالية: Gabriela Markus‏) هي عارضة برازيلية، ولدت في 20 فبراير 1988 في Teutônia ‏ في البرازيل.